# Fully
Fully (niem. Füllien) – miejscowość i gmina (commune) w południowej Szwajcarii, w kantonie Valais, w okręgu (district) Martigny. Leży nad Rodanem.

## Demografia
We Fully mieszka 8 971 osób. W 2021 roku 18,4% populacji gminy stanowiły osoby urodzone poza Szwajcarią. 

## Transport
Przez teren gminy przebiega autostrada A9. 